# Ренесанс (мультфільм)
«Ренесанс» («Відродження») — мультиплікаційний фільм Крістіана Волькмана в стилі кіберпанк і нуар. Випущений в 2006 році.
Спільне виробництво Франції, Великої Британії та Люксембурга.
Зйомки проводилися з використанням методу захоплення руху (англ. motion capture), при зйомках було задіяно 40 акторів. Декорації та моделі персонажів були зроблені в 3D, а монохромний ефект досягнуто за рахунок ефекту сел-шейдінг.

## Сюжет
Дія відбувається в Парижі в 2054 році.
У центрі сюжету — інспектор паризької поліції Бартоломью Карас. Він розслідує викрадення 22-річної Ілони Тасуєвой, співробітниці могутньої корпорації «Авалон». В ході розслідування інспектор Карас зустрічається з різними людьми, з якими Ілона спілкувалася перед викраденням.
Пол Делленбах — віцепрезидент компанії «Авалон», в якій працювала Ілона. Делленбах не проливає світло на її діяльність, відповідаючи, що як і інші співробітники компанії, вона лише намагалася «принести користь всім».
Йонас Мюллер — колишній співробітник «Авалону», де займався пошуком ліків проти хвороби прогерії (прискорене старіння). Після «Авалона» Мюллер працює в медичній клініці. Ілона допомагала йому в клініці, а він допомагав їй з її дослідженнями.
Сестра Ілони, Біслана, розповідає Карасу про дитинство Ілони, про те, як її талант був з 13-річного віку помічений компанією «Авалон». Біслана сама працює в Авалоні. Користуючись своїм становищем, вона знаходить для Караса інформацію про дослідження доктора Мюллера — пошук ліків проти прогерії.
Димитрій Островський — бармен клубу, біля якого була викрадена Ілона. Димитрій вкрав для Ілони папку з інформацією про дослідження доктора Мюллера. Після того, як він розповідає про це Біслані, його вбивають співробітники служби безпеки «Авалона».
В ході розслідування Карас зустрічається з колишнім соратником Йонаса Мюллера доктором Накатой і з'ясовує, що метою досліджень, які проводив доктор Мюллер, було не пошук ліків проти прогерії, а пошук людського безсмертя. Вчений, однак, знищив всі результати своєї роботи, зрозумівши, яку небезпеку вони становлять у руках компанії «Авалон». Ілона, продовживши дослідження Мюллера, знову підійшла до порогу відкриття безсмертя. Доктор діючи разом зі своїм хворим прогерією братом, викрадає Ілону, щоб не дати їй довести її дослідження до кінця. Проте вбити її Мюллер не зміг.
Карас звільняє Ілону, але його ранять солдати «Авалона». Він умовляє Ілону зупинити дослідження, але вона не погоджується. Тоді Карас, щоб не дати «Авалону» отримати владу над безсмертям, вбиває Ілону. Брат Мюллера ховається в темряві паризьких районів, а на вулицях освітлених проспектів як і раніше можна побачити рекламні ролики «Авалона».

## У ролях
- Деніел Крейг — Карас
- Ромола Гарай — Ілона
- Ієн Голм — Мюллер
- Кеворк Малікян — Нусрат Фарфелла
- Кетрін Маккормак — Біслана
- Джонатан Прайс — Пол Делленбах